# 파이과노
파이과노(스페인어: Paiguano)는 칠레 코킴보 주 엘키 현의 코무나이다.